# Höksjön, Jämtland
Höksjön är en sjö i Bräcke kommun i Jämtland och ingår i Ljungans huvudavrinningsområde. Sjön har en area på 0,333 kvadratkilometer och ligger 376,2 meter över havet.

## Delavrinningsområde
Höksjön ingår i det delavrinningsområde (696974-144831) som SMHI kallar för Utloppet av Pån. Medelhöjden är 350 meter över havet och ytan är 28,4 kvadratkilometer. Räknas de 19 avrinningsområdena uppströms in blir den ackumulerade arean 178,9 kvadratkilometer. Bodsjöbyån som avvattnar avrinningsområdet har biflödesordning 3, vilket innebär att vattnet flödar genom totalt 3 vattendrag innan det når havet efter 234 kilometer. Avrinningsområdet består mestadels av skog (57 procent) och sankmarker (10 procent). Avrinningsområdet har 6,6 kvadratkilometer vattenytor vilket ger det en sjöprocent på 23,2 procent.